# Нове (Правдинський район)
Нове (рос. Новое), до 1947 року — Тріммау (нім. Trimmau) — селище в Правдинському районі Калінінградської області Російської Федерації. Входить до складу Правдинського міського поселення.